# 智利鸚䲁
智利鸚䲁（學名：Scartichthys crapulatus），為輻鰭魚綱鳚形目䲁科鸚䲁屬的一種，分布於東南太平洋智利瓦爾帕萊索(Valparaiso)海域，深度0至15公尺，背鰭硬棘12枚、背鰭軟條18-19枚、臀鰭硬棘2枚、臀鰭軟條19-20枚，體長可達11.6公分，棲息在沿海水淺的岩礁區，雌魚產附著性卵，雄魚有護卵行為，幼魚為浮游性，生活習性不明。